# Brunnenallee 17

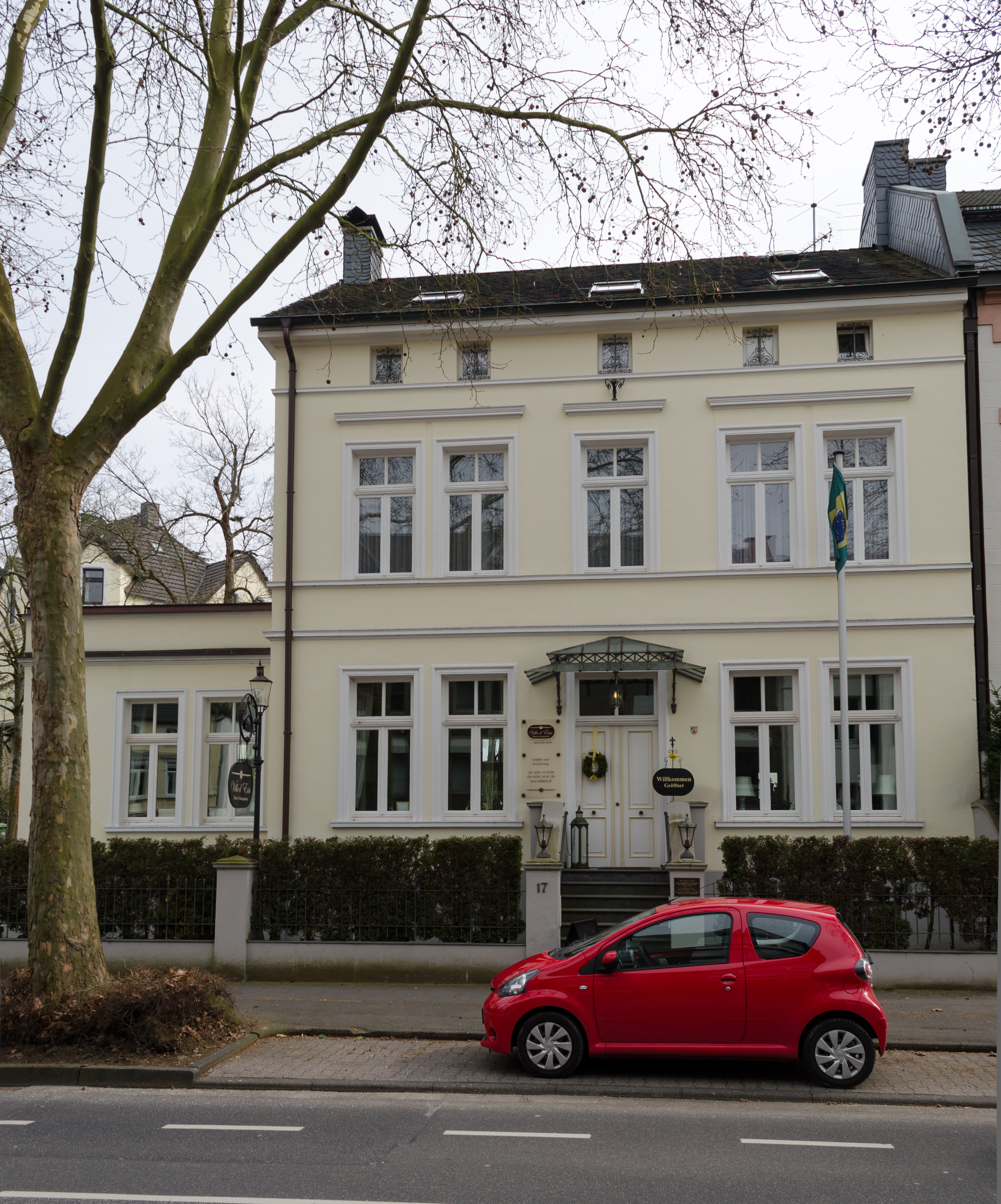
Villa Brunnenallee 17 (2013)

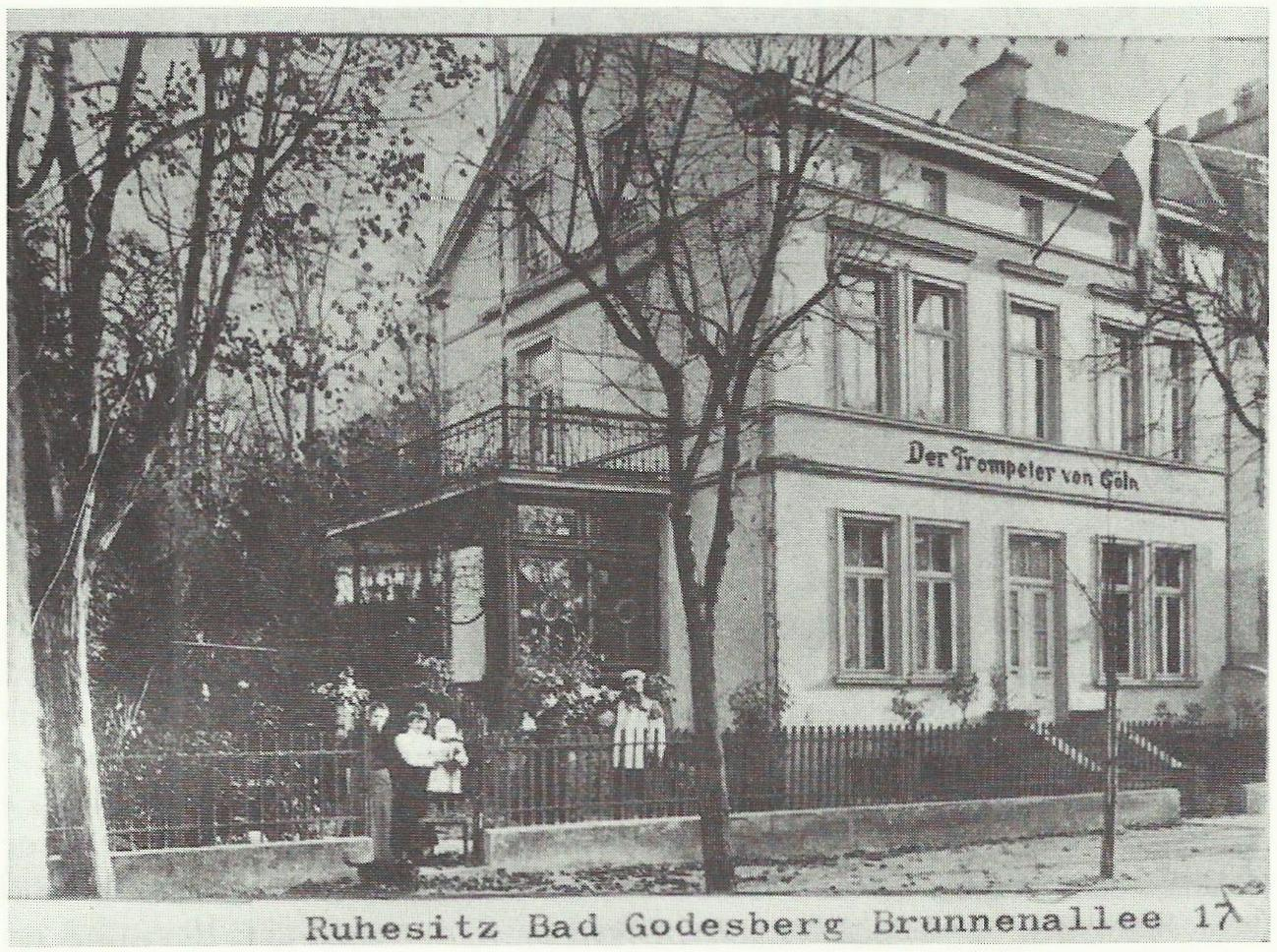
Das Haus als Ruhesitz von Reinhold Fellenberg

Das Gebäude Brunnenallee 17 ist eine Villa im Zentrum des Bonner Stadtbezirks Bad Godesberg, die um 1870 errichtet wurde. Sie liegt im Ortsteil Alt-Godesberg nördlich des Redoutenparks. Die Villa steht als Baudenkmal unter Denkmalschutz.
Von 1906 bis 1912 war die Villa Wohn- und Altersruhesitz von Reinhold Fellenberg (1848–1912), einem namhaften Stabstrompeter und Dirigenten aus Köln. Seinerzeit trug sie die weithin sichtbare Aufschrift „Der Trompeter von Köln“.
1979 erwarb Dr. med. dent. Heinrich Winkel das Haus. Bei den folgenden umfangreichen Sanierungsarbeiten bis 1982 wurden im Erdgeschoss vier Deckenmedaillons freigelegt.  Sie zeigen Porträts der deutschen Komponisten Christoph Willibald von Gluck (1714–1787), Georg Friedrich Händel (1685–1759), Felix Mendelssohn Bartholdy (1809–1847) und Robert Schumann (1810–1856). Sie stammen aus der Zeit Fellenbergs und schmückten ursprünglich dessen Musikzimmer.
1992 richtete das Fürstentum Monaco in der 1991 erworbenen Villa die Residenz seines Botschafters in der Bundesrepublik Deutschland am Regierungssitz Bonn ein (→ Liste der diplomatischen Vertretungen). Im Zuge der Verlegung des Regierungssitzes nach Berlin (1999) zog die monegassische Botschaft 2001 dorthin um. Nach einem Besitzerwechsel 2003 erhielt das Anwesen nach der neuen Eigentümerin den Namen „Villa d'Esta“ und dient seit 2006 als Kunst- und Antiquitätenhandlung, in der Verkaufsausstellungen stattfinden.
Die Villa ist ein zweigeschossiger spätklassizistischer Putzbau in Massivbauweise mit Mezzanin (Zwischengeschoss) und Satteldach. Sie umfasst straßenseitig drei Fensterachsen, von denen die äußeren jeweils als Doppelachsen ausgebildet sind. An der linken Seite besteht ein eingeschossiger und einachsiger Anbau. Das Innere des Gebäudes ist im Wesentlichen im ursprünglichen Zustand erhalten. Die Eintragung der Villa in die Denkmalliste der Stadt Bonn erfolgte am 17. August 1983.